# Vrouwelijk (biologie)

Het venussymbool wordt doorgaans gebruikt om vrouwelijke organismen aan te duiden.

Vrouwelijk (♀) is een biologische geslachtelijke status bij veel meercellige organismen. Het is het organisme, of deel van een organisme, dat niet-mobiele gameten, de eicellen, produceert. Daarnaast dragen vrouwelijke organismen ook bijna altijd de zygoten bij zich.
Bij zoogdieren, waaronder mensen, verschillen vrouwelijke organismen verder van mannelijke door de aanwezigheid van organen die nodig zijn om de zygote te laten volgroeien en na de geboorte te voeden. Denk hierbij aan een baarmoeder en melkklieren.  Bij insecten en vissen zijn de vrouwelijke organismen doorgaans groter dan de mannelijke.
Bij mensen en veel andere dieren is het feit of een organisme vrouwelijk wordt genetisch bepaald. Bij reptielen is echter ook de temperatuur van de eieren van invloed. Sommige dieren, zoals slakken, kunnen van geslacht veranderen.
Een veelgebruikt symbool om vrouwelijke organismen mee aan te duiden is het venussymbool (♀); een cirkel met een kruis eronder, afgeleid van de godin Venus.